# Колычев, Олег Федосеевич
Оле́г Федосе́евич Ко́лычев (5 июня 1923, дер. Матвеево, Вологодская губерния — 4 марта 1995, Самара) — старший лейтенант Рабоче-крестьянской Красной Армии, участник Великой Отечественной войны, Герой Советского Союза

## Биография
Родился в 1923 году в селе Матвеево Тотемского района. Сын матроса с Балтики – участника Октябрьской революции и гражданской войны. В начале 1942 года ушел добровольцем в Красную Армию. Член КПСС. С марта того же года — на фронтах Великой Отечественной войны. В 1943 году Колычев окончил курсы младших лейтенантов. К декабрю 1944 года лейтенант Олег Колычев командовал взводом 1-го стрелкового полка 99-й стрелковой дивизии 46-й армии 2-го Украинского фронта. Отличился во время форсирования Дуная.
5 декабря 1944 года взвод Колычева переправился через Дунай в 3 километрах к северу от города Эрчи в Венгрии, прорвал передовую оборону противника и захватил плацдарм на его правом берегу, после чего отражал немецкие контратаки. В тех боях Колычев получил тяжёлое ранение, но продолжал сражаться.
Указом Президиума Верховного Совета СССР от 24 марта 1945 года за «образцовое выполнение боевых заданий командования на фронте борьбы с немецкими захватчиками и проявленные при этом мужество и героизм» старший лейтенант Олег Колычев был удостоен высокого звания Героя Советского Союза с вручением ордена Ленина и медали «Золотая Звезда» за номером 7627.
За отличие при форсировании Дуная Указом от 24.03.1945 года Золотой Звездой Героя Советского Союза наградили ещё 14 воинов  из 2-го стрелкового батальона 1-го стрелкового полка старшего лейтенанта Забобонова Ивана Семеновича, в том числе: старшего лейтенанта Милова Павла Алексеевича, старшего лейтенанта Чубарова Алексея Кузьмича, лейтенанта Храпова Николая Константиновича, лейтенанта Колычева Олега Федосеевича, младшего лейтенанта Кутуева Рауфа Ибрагимовича, старшего сержанта Шарпило Петра Демьяновича, сержанта Ткаченко Ивана Васильевича, сержанта Полякова Николая Федотовича, рядового Зигуненко Ильи Ефимовича, рядового Остапенко Ивана Григорьевича, рядового Мележика Василия Афанасьевича, рядового Зубовича Константина Михайловича, рядового Трошкова Александра Даниловича...
После окончания войны Колычев был уволен в запас. Проживал в Самаре, до 1957 года работал в органах МВД СССР. Умер 4 марта 1995 года, похоронен на Рубёжном кладбище Самары.
Был также награждён орденом Отечественной войны 1-й степени и рядом медалей.